# 张光峰
张光峰（1968年5月—），男，山东平原人，中华人民共和国政治人物，中国共产党党员。山东省青年管理干部学院行政管理专业专科毕业，中共中央党校经济管理专业在职研究生学历。

## 生平
历任山东省经济技术开发中心研究室主任，共青团山东省委组织部副部长、部长、省委常委、副书记、书记，山东省人民代表大会常务委员会委员等职。
2008年2月，任中共滨州市委副书记、代市长，7月正式当选市长。2013年3月6日，任中共滨州市委书记。2019年2月，张光峰调回济南，出任山东省人大社会建设委员会主任委员。